# 塞尔唐 (巴西)
塞尔唐是巴西南大河州的一个市镇。总面积439.471平方公里，总人口6663人，人口密度15.2人/平方公里。